# اوگنی نیکولاویچ تروبتسکوی
شاهزاده اوگنی نیکولاویچ تروبتسکوی (به روسی: Евгений Николаевич Трубецкой) (به انگلیسی: Evgenii Nikolaevitch Troubetzkoy) (زادهٔ ۱۸۶۳میلادی – درگذشتهٔ ۱۹۲۰ میلادی) فیلسوف روسی و از پیروان ولادیمیر سولویوف بود. او پسر شاهزاده نیکلای پتروویچ تروبتسکوی، یکی از بنیانگذاران کنسرواتوار مسکو، و سوفیا آلکسیونا لوپوچینا بود. مادرش تأثیر زیادی در اندیشهٔ دینی او داشت. او با برادرش، سرگئی نیکولاویچ تروبتسکوی، که او نیز فیلسوف بود، روابط نزدیکی داشت.